# Феодосий (Петреску)
Архиепи́скоп Феодо́сий (рум. Arhiepiscop Teodosie, в миру при рождении Порку Мачедон, рум. Porcu Macedon, впоследствии изменено на Мачедон Петреску, рум. Macedon Petrescu; 12 декабря 1955, Ватра-Дорней) — епископ Румынской православной церкви, архиепископ Томисский (Митрополия Мунтении и Добруджи).

## Биография
В 1962—1970 годах обучался в средней школе коммуны Дорна-Аринь. В 1970—1975 годы обучался в духовной семинарии при Монастыре Нямц. В 1976—1980 годах учился на Богословском факультете Бухарестского университета.
В 1977 году был принят в братию Скита Красна в жудеце Прахова.
В ноябре 1982 года после пения в студенческом хоре стал церковным певчим в Патриаршем параклисе Антим.
1 октября 1986 года был зачислен профессором-ассистентом на практическое отделение Бухарестского богословского факультета.
6 декабря 1990 года в Скиту Красна в жудеце Прахова пострижен в монашество с именем Феодосий. 24 февраля 1991 года был рукоположен в сан иеромонаха и определён на окормление больниц, убежищ и приютов Бухареста.
В 1992—1993 годах — стипендиат в Бирмингемском университете, Великобритания.
22 марта 1994 года решением Священного Синода Румынской православной церкви был избран викарным епископом Бухарестской архиепископии с титулом «Снаговский». а 3 апреля того же года в храме Спиридона Нового в Бухаресте состоялась его епископская хиротония во епископа Снаговского, викария Бухарестской архиепископии.
21 февраля 2001 года на Церковном избирательном собрании был избран архиепископом Томийским. 8 апреля того же года в кафедральном соборе Констанцы состоялась его интронизация.
17 сентября 2002 года был избран деканом факультета православного богословия в Констанце. Переизбирался в 2004 и 2008 годах.
Архиепископ Феодосий был несправедливо вовлечён в несколько скандалов и обвинялся во взяточничестве и нарушении интеллектуальной собственности, начиная с 5 мая 2009 года. Но дело было закрыто прокуратурой. 3 февраля 2017 года он был осуждён за коррупционные преступления. 5 июня 2019 года приговор был отменён Апелляционным судом Констанцы. 14 февраля 2020 года Верховный кассационный суд снял обвинения